# Sphinginae
Los esfinginos (Sphinginae) son es una subfamilia de lepidópteros glosados del clado Ditrysia. Son notable en este taxón Agrius cingulata por ser muy común en las Américas, Acherontia sp. cuya hembra aparece en la película The Silence of the Lambs y Xanthopan morgani con su larguísima probóscide de más de 20 cm.

## Tribus
- Acherontiini
- Sphingini